# Cilazapril
Cilazapril är ett läkemedel tillhörande kategorin ACE-hämmare. Preparatet används för att behandla högt blodtryck och verkar genom att öppna upp blodkärlen, vilket resulterar i en sänkning av blodtrycket. Cilazapril kan även minska risken för stroke och hjärtinfarkt. Då läkemedlet kan skydda njurarna är det också användbart för patienter med njursjukdom eller diabetes. 
De möjliga biverkningar som kan upplevas vid användning av Cilazapril inkluderar yrsel, torrhosta, allergiska reaktioner och symptom på leverproblem. 